# Manuel Álvarez Arriola
Manuel Álvarez Arriola (Sevilla, 1955) es un malabarista español. En 2004, el Ministerio de Cultura le otorgó el Premio Nacional de Circo.

## Trayectoria
Álvarez pertenece a una familia con larga tradición circense, tanto en la rama materna como la paterna. Es hermano de la contorsionista Anabella, hijo de Francisco Álvarez y Adela Arriola, nieto de Manuel Álvarez, empresario circense de circos el Circo Álvarez y el Circo Clipper. Su bisabuelo era hermano del funambulista Federico Álvarez, más conocido como Arsenio Blondin, el primero en cruzar el río Sena sobre un cable. Su familia materna, también tiene gran tradición como trapecistas.
Debutó en el año 1980, en una actuación de lanzamiento de hasta siete aros, hasta siete búmerans y cuatro mazas, así como también lanzamientos de pelotas de ping pong con la boca. Desde el año 2000, ha formado parte del elenco de artistas del Circo Roncalli de Colonia (Alemania). Ha recorrido el mundo formando parte de numerosas compañías y circos estables, tanto españoles como de otros países. Entre los españoles destacan el Circo Ruso, Circo Atlas y Circo Carpa Azul. Fuera de las fronteras españolas, ha formado parte de espectáculos circenses de Sudáfrica, Portugal, Japón, Italia, Bélgica, Holanda, Francia, Austria, Noruega, Suecia y Alemania. Es muy versátil, desarrolla técnicas con búmerans, platos voladores o aros, destacando en mazas voladoras. Es habitual que realice sus actuaciones vestido con traje de luces. 
En 2007, tras 22 años trabajando fuera de España, Álvarez actuó en la inauguración del Teatro Circo Price de Madrid. A este evento asistió el alcalde Alberto Ruiz-Gallardón y la concejala de las Artes Alicia Moreno, así como Tato Cabal, director del Circo Price, y otros  impulsores del proyecto.

## Reconocimientos
En el año 2004, fue galardonado con el Premio Nacional de Circo, en la modalidad de "malabarismo", por el Ministerio de Cultura de España en «reconocimiento a su técnica, habilidad y elegancia con los malabares, siendo considerado único en su especialidad».